# Городской стадион (Познань)
Городской стадион (пол. Stadion Miejski) — многофункциональный стадион в Познани, Польша. В последнее время используется в основном для проведения футбольных матчей. Является домашней ареной клубов «Лех» и «Варта». В 2003—2010 годах на стадионе проводилась планомерная реконструкция, после окончания которой вместимость выросла до 43269 зрителей, и трибуны стали полностью крытыми. В июне 2012 года на нём прошли три матча Чемпионата Европы по футболу.
В 2003—2010 годах стадион претерпел полную реконструкцию. Были построены четыре новых полностью закрытых трибуны.
Торжественное открытие нового стадиона состоялось 20 сентября 2010 года концертным туром Стинга «Symphonicity».
В настоящее время стадион является пятым по величине в Польше (после Национального стадиона, Шлёнски, Городского стадиона во Вроцлаве и PGE Arena) и третьим по величине в Чемпионате Польши по футболу (после двух последних).

## История стадиона
Работы по строительству муниципального стадиона начались в 1968 году. Как и все стадионы того времени, он был построен на искусственных холмах. Скамейки и козырёк стадиона были построены позднее. Конструкция стадиона состояла из трёх трибун, а четвёртая, дополнительная трибуна осталась пустой. Там хотели построить плавательный бассейн и спортивные залы, но этот план не был реализован. Прошло почти 12 лет с начала строительства до открытия стадиона. Первый матч на новом стадионе «Лех» сыграл 23 августа 1980 года в присутствии 18000 зрителей против «Мотора» закончился со счётом 1:1. Первый гол за хозяев поля на новом стадионе забил Марек Скурчинский.
Шесть лет спустя были построены наиболее конкретные элементы стадиона — четыре 56-метровые мачты с прожекторами с общей освещённостью 1890 люкс. В первый раз прожекторы были использованы на матче между национальными сборными Польши и Греции. Тот матч завершился со счётом 2-1.
Рекордное количество болельщиков пришло на матч между командой «Видзев» и «Лех». В тот день, 8 апреля 1984 года на матч пришло более 45000 зрителей, несмотря на то, что вместимость стадиона тогда составляла 40 000 человек. Матч завершился победой «Леха» со счётом 1-0. Несколько лет спустя стадион уже был оборудован электронным табло, которое располагалось за сектором № 8. На протяжении многих лет на стадионе не велось никаких работ, кроме установки пластиковых стульев в начале 90-х годов.
На этом стадионе «Лех» начал свой «золотой век». В период с 1982 по 2015 год Лех семь раз становился чемпионом Польши (1983, 1984, 1990, 1992, 1993, 2010, 2015), стал пятикратным обладателем Кубка Польши по футболу (1982, 1984, 1988, 2004, 2009), и стал четырёхкратным обладателем Суперкубка Польши по футболу (1990, 1992, 2004, 2009).

## Модернизация
В 2002 году началась глубокая модернизация стадиона. Первым этапом стало расширение трибун. После этих работ стадион принял круглую форму, избавившись от формы «подковы». Также количество мест увеличилось на 8124. Трибуны открылись в 2004 году, спустя 2 года над ними был возведён навес. Параллельно с работой трибун велось ремонтирование отопительной устанвки и ремонт мачт освещения.
В связи с тем, что Польша получила право на проведение Евро-2012, городские власти решили изменить концепцию стадиона. Были улучшены I , II и III трибуна, на которых был построен дополнительный этаж. В результате этого вместимость была увеличена на 13 750 зрителей. Часть крыши трибуны № II является подвижной, что обеспечивает надлежащее освещение для роста газона. Объём здания составил 1,3 км², а поверхности газона — 0,25 км².
Работа на III трибуне началась в октябре 2008 года и кончилась в сентябре 2010 года. Все стулья на трибуне были демонтированы и заменены на складные, более широкие. Поэтому был нарушен план: вместо 45 000 мест стала 41 000. Но в 2012 году в результате работ вместимость была увеличена до 43 269.

## Характеристики трибун
- Трибуна № I — (длина — 136,13 м / ширина — 58,64 м)

Это главная трибуна стадиона. Под трибунами предоставлены различные услуги для игроков, прессы и VIP-гостей — раздевалки, сауны, массажные кабинеты и др. Также на уровне 4 метров расположена подземная парковка. Кроме того, конференц-залы, офисы и складские помещения расположены под трибуной.
- Трибуна № II — (длина — 128,73 м / ширина — 48,35 м)

Южная трибуна стадиона находится у исторического объекта — Форта VII Грольмана. Часть уровней крепости зарезервированы для отеля.
- Трибуна № III — (длина — 136,13 м / ширина — 58,64 м)

Это восточная трибуна стадиона, которая находится на Болгарской улице. На её пяти этажах находятся гастрономические точки, туалеты, лестницы и другие места, предназначенные для зрителей. Складские и технические помещения находятся на более низком уровне. На уровне 3,3 м находятся два конференц-зала с вместимостью от 25 до 50 человек каждый.
- Трибуна № IV — (длина — 128,73 м / ширина — 48,35 м)

Северная трибуна была построена позднее всех трибун и является самой маленькой. Её структура состоит из четырёх этажей. На уровне 6,6 м и выше расположены места для инвалидов

## Обслуживание газона
В ходе реконструкции было решено построить более крутые трибуны для содействия зрителям. Тем не менее, следствием этого решения является слабый рост травы на поле, потому что солнечный свет едва доходил до неё. Это делает её очень подверженной заменам в течение года. Остаётся надеяться, что частота замен упадёт после реабилитации газона, проведённой в августе-сентябре 2011 года.

## События
- В 2006 году на этом стадионе состоялся финал Чемпионата Европы по футболу 2006 года (до 19 лет).
- В 2006 году здесь состоялась Международная Ассамблея Свидетелей Иеговы
- В 2007 году прошёл концерт клубной музыки, где выступили такие звёзды как:Tiësto, Пол ван Дайк, Эрик Придз.
- В 2010 году на стадионе прошёл концерт Стинга в рамках мирового турне «Symphonicities».
- В 2011 году на стадионе прошёл конкурс Red Bull X-Fighters. Первоначально он должен был пройти в Варшаве, но из-за невыполнения сроков строительства рабочих мест соревнование было перенесено в Познань.
- В 2012 году на стадионе прошло три матча группового этапа Евро-2012.

## Матчи чемпионата Европы 2012 года, которые прошли на стадионе
Время местное
| Дата         | Время | Команда 1 | Счёт | Команда 2 | Стадия   | Зрители | Голы                           | Судья         |
| 10 июня 2012 | 20:45 | Ирландия  | 1:3  | Хорватия  | Группа C | 39 550  | Сент-Леджер; Манджукич, Елавич | Бьорн Кёйперс |
| 14 июня 2012 | 18:00 | Италия    | 1:1  | Хорватия  | Группа C | 37 096  | Пирло; Манджукич               | Говард Уэбб   |
| 18 июня 2012 | 20:45 | Италия    | 2:0  | Ирландия  | Группа C | 38 794  | Кассано, Балотелли             | Джюнейт Чакыр |

## Фотогалерея
- Подсветка на стадионе после матча
- Конец строительства стадиона (2010)
- Главные ворота
- Матч сборной Польши по футболу
- Внутри стадиона
- Вид с воздуха(2010)
- Во время строительства (2009)
- Во время строительства (Март 2010)
- Во время строительства - вид с воздуха (2009)